# الراعي (نجم)
الراعي أو غاما الملتهب (بالإنجليزية: Gamma Cephei) له اسم تقليدي Errai مشتق من الاسم العربي وهو نجم ثنائي في كوكبة الملتهب ويبعد عنه حوالي 45 سنة ضوئية. يملك قدر ظاهري 3.22 . ينتمي الجزء المرئي منه إلى التصنيف النجمي K1III-IV وهو نجم في بداية نهاية مرحلة النسق الأساسي ويعتقد أن عمره حوالي 6.6 مليار سنة.
تبلغ كتلة رفيقه النجمي حوالي 0.409 من كتلة الشمس ويعتقد أن عمره قريب من عمر النجم الأساسي ويحتمل أنه قزم أحمر من التصنيف النجمي M4 .